# BMTナッソー・ストリート線
BMTナッソー・ストリート線（BMT Nassau Street Line）はニューヨーク市マンハッタン区を走るニューヨーク市地下鉄Bディビジョンの路線である。 ブルックリン区を走るBMTジャマイカ線とはウィリアムズバーグ橋西詰で繋がっている。また、BMTブロードウェイ線とはモンタギュー・ストリート・トンネル手前で接続している（2010年7月からブロード・ストリート駅以南の直通運転は中止されている）。
終日J系統が運行されている。Z系統はラッシュ時の混雑方向のみの補完的な運行系統である。
正式な路線名称こそナッソー・ストリート線となっているが、ナッソー・ストリート下にある駅はフルトン・ストリート駅だけしかない。
ナッソー・ストリート線ではM系統が運行されていたことがある。2010年6月28日からM系統はV系統の代わりにクリスティー・ストリート連絡線経由でIND6番街線に乗り入れるようになったため、現在ではM系統が停車するナッソー・ストリート線の駅はエセックス・ストリート駅だけになっている。

## 運行
ナッソー・ストリート線では以下の運行系統が運転されている。系統マークの色はテラコッタ・ブラウンである。
| 系統 | 時間帯                   | 時間帯             | 時間帯   | 区間                           |
| 系統 | ラッシュ時               | 日中 / 夕方 / 週末 | 深夜     | 区間                           |
| ---- | ------------------------ | ------------------ | -------- | ------------------------------ |
|      | 各駅停車                 | 各駅停車           | 各駅停車 | - ブロード・ストリート駅以北   |
|      | 各駅停車                 | 各駅停車           | 運休     | - エセックス・ストリート駅のみ |
|      | 各駅停車（混雑方向のみ） | 運休               | 運休     | - ブロード・ストリート駅以北   |

## 歴史
インターボロー・ラピッド・トランジット（IRT）が開業すると、ニューヨーク市は新たな路線の計画に着手した。そのうち2つは既存路線の延伸で、ダウンタウン・ブルックリンとヴァン・コートラント・パークに向かうものであった。しかし、他の2つ、「センター・ストリート・ループ線」（Centre Street Loop Subway、またはブルックリン・ループ線（Brooklyn Loop Subway）とも）と4番街線（ブルックリン区内）は既存路線とは接続しない独立した路線であった。センター・ストリート・ループ線はセンター・ストリート、キャナル・ストリートおよびデランシ－・ストリートを経由してブルックリン橋、マンハッタン橋およびウィリアムズバーグ橋を結ぶ複々線（当初計画では複線）の路線として1907年1月25日に承認された。ブルックリン橋から南にウィリアム・ストリートの下をウォール街まで延伸することや、いくつかのループ線でハドソン川を渡河し、各橋をブルックリン区を通って結ぶことも計画も含まれていた。マンハッタン区内の本線を建設する契約は1907年初頭に結ばれたが、事業者の選定は完了していなかった。1908年初頭にはトライボロー・システム（ニューヨーク市内の3区を結ぶ路線網）計画に盛り込まれ、1913年3月4日にデュアル・コントラクトの枠組みのなかでブルックリン・ラピッド・トランジット社 (BRT) が担当することに決まった。

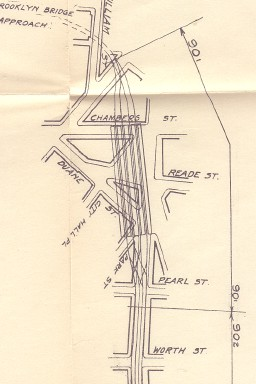
1908年の計画書。チェンバーズ・ストリートとブルックリン橋を接続する部分。

BRTは1908年9月16日にウィリアムズバーグ橋からデランシ－・ストリートの下をエセックス・ストリート駅に至る短区間で運行を始めた。センター・ストリート・ループ線は1913年8月4日にブルックリン橋側のチェンバーズ・ストリート駅まで西側の複線のみで暫定開業した。マンハッタン橋の南線もチェンバーズ・ストリート駅まで結ばれ、1915年6月22日に開業した。チェンバーズ・ストリート駅からモンタギュー・ストリート・トンネルに至る南側の延伸区間はナッソー・ストリート・ループ線（Nassau Street Loop）と呼ばれていたが、1931年5月30日にデュアル・コントラクトの一部として開業するまで開通しなかった。
チェンバーズ・ストリート周辺の計画は建設中に幾度も変更になったが、結局完成しなかったブルックリン橋への接続線だけは変わらなかった。1910年には、西側2線だけが橋上を通り、東側2線はモンタギュー・ストリート・トンネルに向かって南進していた。実際に1931年にチェンバース・ストリート駅より南側の区間が開通した際には、外側の2線がモンタギュー・ストリート・トンネルに入って南進し、内側の2線は折り返し運転のために設けられた数ブロック分の長さの行き止まりのトンネルに続いていた。
2004年9月20日に北行列車は西から2本目の線路（従来は南行ホームへの停車線）を走るようになり、キャナル・ストリート駅とバワリー駅の旧北行ホームは閉鎖された。また、東から2本目の線路は撤去された。

## 駅一覧
| 凡例                                    | 凡例                         |
| --------------------------------------- | ---------------------------- |
| Stops all times                         | 終日停車                     |
| Stops all times except late nights      | 深夜を除き終日停車           |
| Stops late nights only                  | 深夜のみ停車                 |
| Stops weekdays only                     | 平日のみ停車                 |
| Stops rush hours only                   | ラッシュ時のみ停車           |
| Stops rush hours in peak direction only | ラッシュ時の混雑方向のみ停車 |
| 時間帯詳細                              |                              |

| 近隣住区 （概略）                                                                           | バリアフリー・アクセス                                   | 駅名                                                     | 停車系統                                                 | 開業                                                     | 乗換・備考 |
| ウィリアムズバーグ橋東詰でBMTジャマイカ線と接続 (J M Z )                                    | ウィリアムズバーグ橋東詰でBMTジャマイカ線と接続 (J M Z ) | ウィリアムズバーグ橋東詰でBMTジャマイカ線と接続 (J M Z ) | ウィリアムズバーグ橋東詰でBMTジャマイカ線と接続 (J M Z ) | ウィリアムズバーグ橋東詰でBMTジャマイカ線と接続 (J M Z ) | ウィリアムズバーグ橋東詰でBMTジャマイカ線と接続 (J M Z ) |
| ------------------------------------------------------------------------------------------- | -------------------------------------------------------- | -------------------------------------------------------- | -------------------------------------------------------- | -------------------------------------------------------- | --- |
| ロウアー・イースト・サイド                                                                  |                                                          | エセックス・ストリート駅                                 | J M Z                                                    | 1908年9月16日                                            | デランシー・ストリート駅でIND6番街線（F <F> ） |
| ロウアー・イースト・サイド                                                                  | クリスティー・ストリート連絡線への分岐（M ）             |                                                          |                                                          |                                                          | |
| ロウアー・イースト・サイド                                                                  |                                                          | バワリー駅                                               | J Z                                                      | 1913年8月4日                                             | |
| チャイナタウン                                                                              |                                                          | キャナル・ストリート駅                                   | J Z                                                      | 1913年8月4日                                             | BMTブロードウェイ線（N Q R W ） IRTレキシントン・アベニュー線（4 6 <6>） |
| マンハッタン橋南線への旧接続線                                                              |                                                          |                                                          |                                                          |                                                          | |
| シヴィック・センター                                                                        |                                                          | チェンバーズ・ストリート駅                               | J Z                                                      | 1913年8月4日                                             | ブルックリン・ブリッジ-シティ・ホール駅でIRTレキシントン・アベニュー線（4 5 6 <6>） |
| フィナンシャル・ディストリクト                                                              | バリアフリー・アクセス                                   | フルトン・ストリート駅                                   | J Z                                                      | 1931年5月30日                                            | IRTブロードウェイ-7番街線（2 3 ） IRTレキシントン・アベニュー線（4 5 ） IND8番街線（A C ） デイ・ストリート連絡通路経由でコートランド・ストリート駅からBMTブロードウェイ線に連絡（N R W ） |
| フィナンシャル・ディストリクト                                                              |                                                          | ブロード・ストリート駅                                   | J Z                                                      | 1931年5月30日                                            | |
| フィナンシャル・ディストリクト                                                              | 各系統 終点                                              |                                                          |                                                          |                                                          | |
| BMTブロードウェイ線（N R ）に合流しモンタギュー・ストリート・トンネル経由でBMT4番街線になる |                                                          |                                                          |                                                          |                                                          | |